# Joël Bruneau
Pour les articles homonymes, voir Bruneau.
Joël Bruneau, né le 7 septembre 1963 à Levroux (Indre), est un homme politique français, membre de l'Union pour un mouvement populaire (UMP) puis des Républicains (LR).
Conseiller régional de Basse-Normandie dès 2010, il conduit une liste victorieuse aux élections municipales caennaises de 2014 puis devient maire de Caen et président de la communauté urbaine Caen la Mer. Il est reconduit six ans plus tard dans ces deux fonctions.
Il remporte la première circonscription du Calvados face à Emma Fourreau aux élections législatives de 2024 et démissionne de ses postes de maire de Caen et président de Caen la Mer.

## Situation personnelle

### Famille et études
Joël Bruneau est petit-fils, fils et frère d'agriculteurs. Il grandit dans l'Indre, dans un petit village près de Valençay, où ses parents vivent encore.
Après un baccalauréat B (économique) obtenu en 1980, Joël Bruneau obtient une licence de droit en 1983 puis le diplôme de Sciences Po Paris en 1985.

### Carrière sportive
En parallèle de ses études et de ses débuts professionnels, Joël Bruneau poursuit une carrière de sportif de haut niveau. Il a en effet été vice-champion de France de cross-country et a remporté Alençon-Médavy, course régionale très réputée, en 1988.
Il est aussi engagé dans le mouvement associatif puisque sa passion pour le sport l'a conduit à exercer pendant de longues années des responsabilités au sein de la Ligue d'athlétisme de Basse-Normandie (dont il a été président puis trésorier).

### Carrière professionnelle
Joël Bruneau commence sa carrière en 1987 en tant que collaborateur parlementaire de Jean Royer, ex-ministre et député-maire de Tours, puis assistant parlementaire du député Francis Saint-Ellier.
En 1997, il devient directeur de Cabinet de René Garrec, Président du Conseil régional de Basse-Normandie, puis directeur général des services de la région Basse-Normandie, jusqu'aux élections régionales de 2004.
De 2004 à 2012, Joël Bruneau est directeur secteur publique à la Caisse d'Epargne de Normandie,.

## Parcours politique

### Premières campagnes électorales
En 2008, il est élu président de la fédération Union pour un mouvement populaire (UMP) du Calvados.
À la suite des élections régionales de mars 2010, il est élu conseiller régional en 3e position sur la liste du Calvados de la majorité présidentielle, liste régionale menée par Jean-François Le Grand. Il est également désigné président du groupe UMP au Conseil régional de Basse-Normandie.
Joël Bruneau est investi candidat par l'UMP pour les élections législatives de 2012 dans la 1re circonscription du Calvados,,,. Il arrive en deuxième position au 1er tour avec 27,39% puis est battu par le député-maire PS sortant de Caen, Philippe Duron.

### Élections municipales de 2014
En mars 2014, Joël Bruneau mène la liste UMP aux élections municipales de Caen. Avec 30,8% des voix, il arrive en tête à l'issue du premier tour, devant la liste PS-PRG-PCF-MRC conduite par Philippe Duron, député-maire PS sortant, qui recueille 26,21% des voix, et la liste UDI-MoDem menée par Sonia de La Provôté qui obtient 18% des suffrages. Au deuxième tour, il conduit la liste d'union UMP-UDI-MoDem qui remporte l'élection avec 57,03% des voix ,,,,,.
Son projet municipal, intitulé « Réussir Caen, Vraiment », repose sur trois axes : proximité, gestion de bon sens, priorité au développement économique pour l'emploi,.

### Maire de Caen
Le 5 avril 2014, Joël Bruneau est élu maire par le conseil municipal de Caen,,. Le 25 avril 2014, il est élu président de la communauté d'agglomération Caen la Mer (aujourd'hui devenue communauté urbaine) par le conseil communautaire.
Conformément à ce qu'il avait annoncé pendant la campagne des élections municipales au sujet du cumul des mandats, Joël Bruneau démissionne de sa fonction de conseiller régional de Basse-Normandie dès son arrivée à la mairie de Caen,.
Dès le premier conseil municipal de la nouvelle majorité, le 14 avril 2014, Joël Bruneau fait voter une baisse des indemnités des élus et des frais de réception.
Le 15 mars 2020, la liste d'union animée par Joël Bruneau est élue dès le premier tour de l'élection municipale (50,8%). Compte tenu de la pandémie de Covid-19, il n'est réélu maire que le samedi 23 mai par le conseil municipal de Caen.
Il déclare en 2022 envisager de quitter LR.
Il annonce, dès 2023, son intention de ne pas briguer un troisième mandat lors des élections municipales de 2026,.

### Élections législatives anticipées de 2024
Candidat sans étiquette, il remporte la première circonscription du Calvados dans un duel au second tour face à Emma Fourreau, candidate du Nouveau Front Populaire, la candidate du Rassemblement National ayant renoncé à se présenter au second tour à la suite d'une polémique. 
Il démissionne de ses mandats de maire de Caen et président de Caen la Mer en respect des règles de non cumul des mandats. Il cède la place à Aristide Olivier, alors 1er adjoint, qui est élu maire de Caen par le conseil municipal. Lors du conseil municipal de passation, le 16 juillet 2024, il déclare à propos de son successeur : « Je sais l’attachement qu’il porte à notre ville. En dix ans, j’ai pu mesurer son engagement et ses compétences. Je suis certain qu’avec toute l’équipe il saura faire réussir Caen »[pertinence contestée]. À la Communauté urbaine Caen la mer, il est remplacé par Nicolas Joyau, qui était alors vice-président chargé des mobilités.

### Député du Calvados
Lors de sa campagne, Joël Bruneau avait annoncé qu'il siègerait en élu libre. À son arrivée à l'Assemblée nationale, il rejoint le groupe LIOT (Liberté, Indépendants, Outre-mer, Territoires). Pourtant membre du parti Les Républicains, duquel il s'était déjà mis en marge à la suite de la décision d'Éric Ciotti de former une alliance avec le Rassemblement National, il justifie cette décision de rejoindre le groupe LIOT par sa volonté « de ne pas être dans un groupe où [on lui] dit ce [qu'il] doit voter, ou dans un groupe où certains ont des arrière-pensées pour la prochaine élection présidentielle ». Il ajoute : « Je vais pouvoir voter les lois que je crois utiles pour le pays »[pertinence contestée].

## Résultats électoraux

### Élections législatives
| Année | Parti | Parti  | Circonscription | 1er tour | 1er tour | 1er tour | 2d tour | 2d tour | 2d tour |
| Année | Parti | Parti  | Circonscription | Voix     | %        | Rang     | Voix    | %       | Issue   |
| ----- | ----- | ------ | --------------- | -------- | -------- | -------- | ------- | ------- | ------- |
| 2012  |       | UMP    | 1re du Calvados | 11 199   | 27,39    | 2e       | 17 026  | 43,06   | Battu   |
| 2024  | DVD   | 22 596 | 1re du Calvados | 43,11    | 1er      | 28 691   | 59,87   | Élu     |         |

### Élections municipales
| Année | Nuance | Nuance | Commune | Position      | 1er tour | 1er tour | 1er tour | 2d tour | 2d tour | 2d tour | Sièges (CM) |
| Année | Nuance | Nuance | Commune | Position      | Voix     | %        | Rang     | Voix    | %       | Rang    | Sièges (CM) |
| ----- | ------ | ------ | ------- | ------------- | -------- | -------- | -------- | ------- | ------- | ------- | ----------- |
| 2014  |        | DVD    | Caen    | Tête de liste | 10 186   | 30,79    | 1er      | 19 458  | 57,03   | 1er     | 43 / 55     |
| 2020  | 10 541 | DVD    | Caen    | Tête de liste | 50,79    | 1er      |          |         |         | 43 / 55 |             |

## Distinctions et récompenses
- Chevalier de la Légion d'honneur (décret du 1er janvier 2016[40])